# Lluís Clavell
Lluís Clavell Ortiz-Repiso, noto anche come Luis Clavell (Barcellona, 13 ottobre 1941), è un presbitero e filosofo spagnolo.

## Biografia
Lluís Clavell Ortiz-Repiso nacque a Barcellona nel 1941. Si laureò in filosofia presso la Pontificia Università Lateranense e in filosofia e lettere presso l'Università di Navarra. Fu ordinato sacerdote il 7 agosto 1966. Durante i suoi anni di formazione a Roma, conobbe san Josemaría Escrivá.
Dal 1979 al 1991 è stato professore di metafisica e teologia naturale nella Pontificia università urbaniana e, dal 1989 al 1991, direttore, presso la stessa università, dell’Istituto per lo studio dell'ateismo (oggi Istituto di Ricerca della Non Credenza e delle Culture). Sin dagli inizi delle attività dell'attuale Pontificia Università della Santa Croce di Roma è stato professore di metafisica e dopo quasi 20 anni di docenza, nel 2012, è stato nominato professore emerito. Dal 1994 al 2002 fu rettore magnifico della Pontificia Università della Santa Croce.
Fu presidente della Pontificia accademia di San Tommaso d'Aquino (13 giugno 2009 - 6 novembre 2014), sotto-segretario (1991-1993) e consultore del Pontificio consiglio per il dialogo con i non credenti, consultore della Congregazione per l'educazione cattolica (1994-2004), consultore del Pontificio consiglio della cultura, consultore della Segreteria Generale del Sinodo dei Vescovi (2015-) e membro del Consiglio direttivo della Società internazionale Tommaso d'Aquino.

## Opere
Il Prof. Clavell ha pubblicato decine di articoli su riviste specializzate. Tra i suoi libri si possono segnalare: 
- György Lukács. Historia y conciencia de clase y estética, Madrid, Magisterio Español, 1975, 204 pp. ISBN 8426553044
- Metafísica, Pamplona, EUNSA, 1984, 247 pp. ISBN 8431307358
- Metafisica e libertà, Roma, Armando, 1996, 207 pp. ISBN 8871445791
- Metaphysics, Manila, Sinag-Tala, 1991, XII, 249 pp. ISBN 971117197X
- El nombre propio de Dios según Santo Tomás de Aquino, Pamplona, EUNSA, 1980, 201 pp. ISBN 8431306378
- Razón y fe en la universidad: ¿oposición o colaboración?, Pamplona, Servicio de Publicaciones de la Universidad de Navarra, 2011, 10 pp. ISBN 9788492989065
- Carlos Cardona, Olvido y memoria del ser, edición de Ignacio Guiu y Lluís Clavell, Pamplona, EUNSA, 1997, 517 pp. ISBN 8431315210